# IC 3704
IC 3704 ist eine Spiralgalaxie vom Hubble-Typ Sbc im Sternbild Jungfrau auf der Ekliptik. Sie ist schätzungsweise 386 Millionen Lichtjahre von der Milchstraße entfernt.
Das Objekt wurde am 7. September 1900 von Arnold Schwassmann entdeckt.